# Гуо Уейянг
Гуо Уейянг (на китайски: 郭伟阳; на пинин: Guō Weǐyáng; роден на 1 февруари 1988 г.) е китайски гимнастик Той участва в националния отбор при Летни олимпийски игри 2012, който спечелва златен медал. 